# Lussac (Gironde)
Lussac ist eine südwestfranzösische Gemeinde mit 1.146 Einwohnern (Stand 1. Januar 2022) im Département Gironde in der Region Nouvelle-Aquitaine.

## Lage
Lussac liegt in einer Höhe von etwa 50 Metern ü. d. M. Die Entfernung nach Libourne beträgt etwa 15 Kilometer (Fahrtstrecke) in südwestliche Richtung; bis nach Saint-Émilion sind es gut neun Kilometer.
An der südwestlichen Gemeindegrenze verläuft das Flüsschen Lavie, das zur Isle entwässert.

## Bevölkerungsentwicklung
| Jahr      | 1968 | 1975 | 1982 | 1990 | 1999 | 2006 | 2017 |
| Einwohner | 1556 | 1425 | 1428 | 1414 | 1333 | 1303 | 1261 |

## Wirtschaft
Auf dem Gebiet der Gemeinde wird seit Jahrhunderten Weinbau betrieben. Die produzierten Weine werden heute über die Appellation Lussac-Saint-Émilion (AOC) vermarktet. Die Vermietung von Ferienwohnungen (gîtes) sowie der Kultur- und Weintourismus spielen ebenfalls eine wichtige Rolle für die Einnahmen der Gemeinde.

## Geschichte
Der Name des Ortes leitet sich von einem Galloromanen mit dem Namen Lucius her. Auf einem Flurstück mit Namen Barat wurden um 1890 die Überreste eines Landgutes (villa rustica) aus gallorömischer Zeit entdeckt.

## Sehenswürdigkeiten

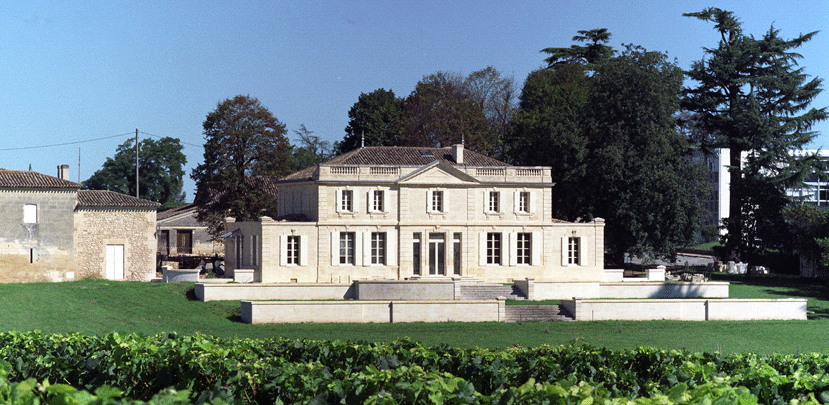
Château Haut-Piquat

- Die Pfarrkirche Saint-Alexis ist ein neogotischer Bau des 19. Jahrhunderts mit einem hohen Spitzturm (flèche), der über einem nach drei Seiten offenen Eingangsportikus aufragt.
- Das Château de Lussac, ein zweigeschossiger Bau aus dem 18. Jahrhundert, befindet sich am Ortsrand und bildet den Endpunkt einer gepflegten Gartenanlage. Im unteren Bereich der beiden steil aufragenden Dächer finden sich Lukarnenfenster.
- Das Château Haut-Piquat ist ein weiteres renommiertes Weingut; es steht inmitten der Weinfelder.
- Der Mégalithe de Picampeau (auch Pierre des martyrs) ist ein liegender Kalksteinblock in der Nähe des Château Haut-Piquat; ob er jemals aufrecht stand, ist unklar. Man bringt ihn in Verbindung mit keltischen Opferzeremonien.